# UNLOCK (KAT-TUNの曲)
「UNLOCK」(アンロック)は、KAT-TUNの26作目のシングル曲。2016年3月2日にJ Stormから発売された。

## 概要
表題曲の「UNLOCK」はメンバーの亀梨和也主演の日本テレビ系土曜ドラマ『怪盗 山猫』の主題歌。カップリングの「GREATEST JOURNEY」はTBS系『KAT-TUNの世界一タメになる旅!』のテーマソング。
2016年3月31日で田口淳之介が脱退したため、このシングルが4人体制でのラストシングルとなった。また、同年5月1日をもって2017年12月31日まで充電期間に入ったため、充電期間突入前のラストシングルでもある。“充電期間” に入り、グループとしての活動が事実上ストップしていたが、そんなKAT-TUNを応援しようと、ファンの間で『KAT-TUNの最新シングルUNLOCKを買って応援しよう』（Twitterなどでは「UNLOCK the KAT-TUN」とも言われる）と、本作の購入を呼びかける動きが起きた。この購買運動では、短期的に本作を集中購入することが呼びかけられており、購入期間は2016年6月27日から7月3日、同年7月25日から7月31日となっている。この運動には事務所の先輩であるSMAPの「世界に一つだけの花」やKinKi Kidsの「ジェットコースター・ロマンス」の購買運動の影響があったとされている。

## チャート成績
19.5万枚を売り上げ、3月14日付の週間オリコンシングルチャートでデビュー作から26作連続となる1位を獲得した。
また、上記の「UNLOCKtheKATTUN」が影響して、6月27日付のオリコンデイリーチャートで14位にランクインした。

## 収録曲

### CD

#### 通常盤・初回限定盤2・『怪盗 山猫』盤
※は通常盤、※※は初回限定盤2・通常盤、※※※は通常盤・『怪盗 山猫』盤のみ収録。
1. UNLOCK [3:35]
作詞：KAHLUA、作曲：丸谷マナブ・Tobias Granbacka・Command Freaks、編曲：Command Freaks
  - 亀梨和也主演 日本テレビ系土曜ドラマ『怪盗 山猫』主題歌
2. GREATEST JOURNEY※※ [3:03]
作詞：NOYCE'、作曲：Nai-T、編曲：河合英嗣
  - TBS系『KAT-TUNの世界一タメになる旅!』テーマソング
3. HONESTY※ [4:14]
作詞：25→graffiti、作曲：King of slick・Andrew Choi、編曲：King of slick
4. JET※ [3:25]
作詞：RUCCA、作曲：アンドレアス・カールソン・Markus Bogelund・TKMZ、編曲：Markus Bogelund
5. UNLOCK（オリジナル・カラオケ）※※※
6. GREATEST JOURNEY（オリジナル・カラオケ）※

#### 初回限定盤1
1. UNLOCK
2. 雨に咲く哀、夜に泣く藍 [4:05]
作詞：FOREST YOUNG、作曲：Janne Hyoty・Teemu Lillrank・イワツボコーダイ、編曲：Janne Hyoty・河合英嗣

### DVD

#### 初回限定盤1
1. UNLOCK（ビデオ・クリップ+メイキング）

#### 初回限定盤2
1. GREATEST JOURNEY（ビデオ・クリップ+メイキング）